# 拉武尔
拉武尔（法語：Lavours，法語發音：[lavuʁ]）是法国安省的一个市镇，位于该省东南部，属于贝莱区。

## 地理
拉武尔（45°48'33"N, 5°46'21"E）面积6.3 平方千米，位于法国奥弗涅-罗讷-阿尔卑斯大区安省，该省份为法国东部省份，北起汝拉省，西北接索恩-卢瓦尔省，西接罗讷省和里昂大都会，南至伊泽尔省，东与萨瓦省、上萨瓦省和瑞士接壤。
与拉武尔接壤的市镇（或旧市镇、城区）包括：克雷桑-罗什福尔、弗拉克雪、波略、屈洛兹-贝翁。

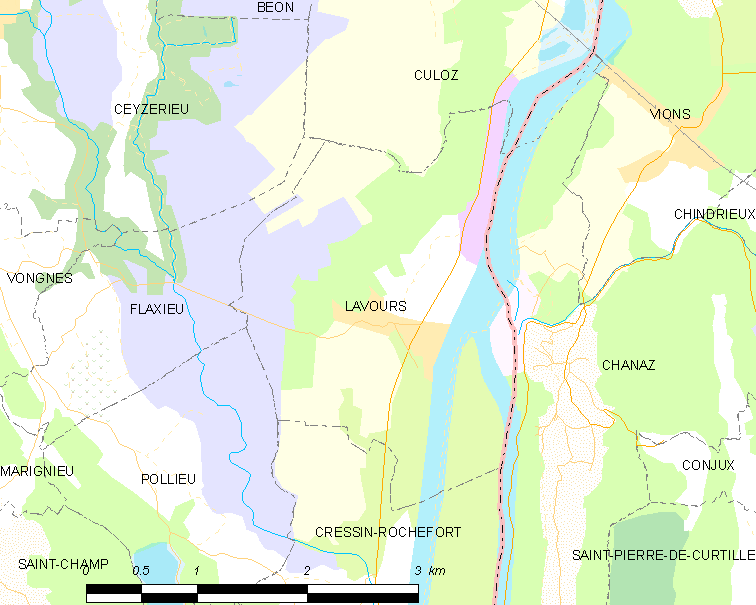
拉武尔的OSM定位图

拉武尔的时区为UTC+01:00、UTC+02:00（夏令时）。

## 行政
拉武尔的邮政编码为01350，INSEE市镇编码为01208。

## 政治
拉武尔所属的省级选区为贝莱县。

## 人口

1962-2008年间拉武尔人口变化图示

拉武尔于2022年1月1日时的人口数量为138人。